# Acacia paniculiflora
Acacia paniculiflora é uma espécie de leguminosa do gênero Acacia, pertencente à família Fabaceae.